# 卢新华
卢新华可以指：
- 卢新华 (作家)：中国当代作家
- 卢新华 (1975年)：桂林市人民政府市长